# لئونید موگی
لئونید موگی (فرانسوی: Léonide Moguy‎؛ ۱۴ ژوئیهٔ ۱۸۹۹ – ۲۱ آوریل ۱۹۷۶) کارگردان فیلم، فیلم‌نامه‌نویس و تدوین‌گر اهل فرانسه بود. موگی با نام اصلی لئونید موگیلفسکی (Леонід Могилевський) در سال ۱۸۹۹ در اودسا، امپراتوری روسیه، در خانواده‌ای یهودی به دنیا آمد. او تا سال ۱۹۲۹ در اوکراین شوروی زندگی می‌کرد، در دهه ۱۹۴۰ در ایالات متحده آمریکا بود و از سال ۱۹۴۹ تا زمان مرگش در ایتالیا زندگی کرد. او بین سال‌های ۱۹۲۷ تا ۱۹۶۱ در سینما فعال بود. آثار او بر کارگردان آمریکایی کوئنتین تارانتینو تأثیر گذاشت؛ تارانتینو هنگام نوشتن فیلمنامه حرامزاده‌های لعنتی با او آشنا شد و در فیلم جنگوی زنجیرگسسته نام یک شخصیت را به احترام او انتخاب کرد.
از فیلم‌ها یا مجموعه‌های تلویزیونی که وی در آن‌ها نقش داشته است، می‌توان به فردا هم روز خداست اشاره نمود.